# Räum- und Streupflicht
Die Räum- und Streupflicht ist eine Verkehrssicherungspflicht bei Schnee und Glätte auf Straßen und Wegen zur Vermeidung von Unfällen.

## Deutschland

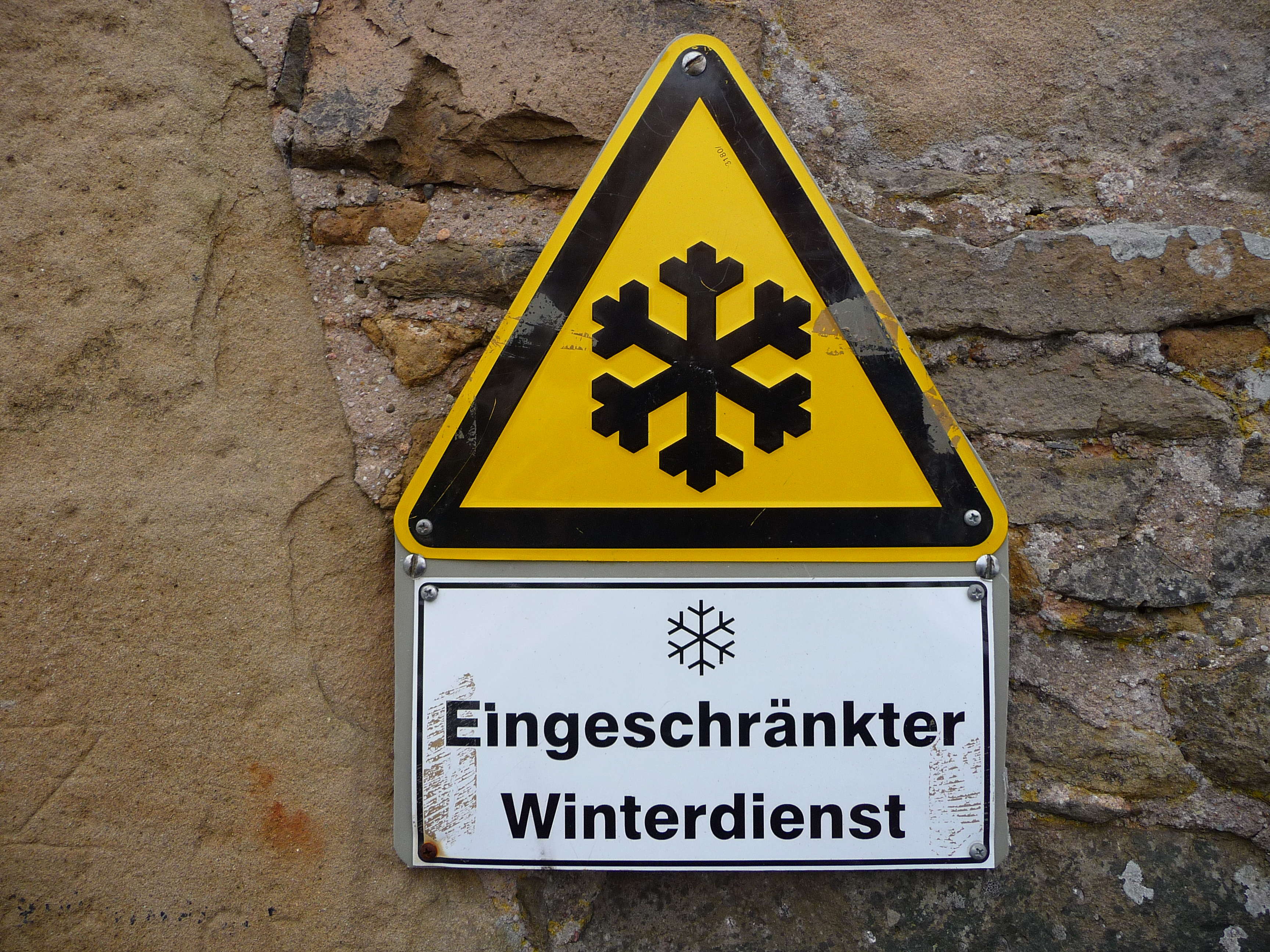
Warnhinweis auf Einschränkung des Winterdienstes

In Deutschland ist die Pflicht zur Schneeräumung regional unterschiedlich geregelt. In der Regel beginnt sie werktags um 7:00 Uhr und an Sonn- und Feiertagen um 9:00 Uhr und endet um 20:00 Uhr.

### Verantwortung und Haftung
Die Räum- und Streupflicht obliegt dem Grundstückseigentümer, bei öffentlichen Straßen dem Träger der Straßenbaulast. Die Räum- und Streupflicht für öffentliche Gehwege wird üblicherweise – etwa durch kommunale Satzung – auf die privaten Anlieger der Straße übertragen. Diese übertragen die Pflicht wiederum häufig auf die Mieter der Grundstücke.
Wird die Räumpflicht schuldhaft nicht beachtet, haftet der Pflichtige unter Umständen für die Folgen von daraus resultierenden Unfällen. Man spricht dann von einem Verstoß gegen die ihm obliegende Verkehrssicherungspflicht. In diesen Fällen kommt eine zivilrechtliche Haftung aus § 823 Abs. 1 BGB in Betracht.
Finanzwissenschaftlich wird die Räum- und Streupflicht als eine Realabgabe verstanden.

### Verordnungen und Gesetze
Das Straßenreinigungsgesetz des Landes Berlin schreibt die Aufstellung eines Räum- und Streuplans vor (§ 3 Abs. 5 StrReinG Bln). Der Räum- und Streuplan umfasst zwei Einsatzstufen und wird jährlich aktualisiert. Die erste Stufe sieht die Räumung von wichtigen Verkehrsachsen und Linien der öffentlichen Verkehrsmittel vor. Des Weiteren sollen Gefahrstellen und Kreuzungsbereiche vorrangig behandelt werden. Ist hier die Verkehrssicherheit gewährleistet, werden Straßen, die der zweiten Stufe zugeteilt wurden, geräumt bzw. gestreut. Abweichend von anderen Bundesländern verbleibt in Berlin nach einer Gesetzesänderung im November 2010 die Verantwortlichkeit für die ordnungsgemäße Durchführung des Winterdienstes beim Anlieger, auch wenn dieser ein gewerbliches Unternehmen mit der Durchführung beauftragt hat (§ 6 Abs. 1 S. 3 StrReinG Bln).
In Baden-Württemberg ist § 41 Abs. 2 Straßengesetz die Eingriffsermächtigung für Streupflichtsatzungen der Städte und Gemeinden, die ihre Straßenanlieger in der Regel durch eine so genannte „Streupflichtsatzung“ verpflichten, die Gehwege vor ihren Grundstücken im Winter vom Schnee zu räumen und bei Glatteis zu streuen. Die Satzungen schreiben vor, wo der Schnee anzuhäufen ist, welche Streumittel verwendet bzw. nicht verwendet werden dürfen, die Zeiten, bis zu denen der Schnee geräumt sein muss usw.
In der schleswig-holsteinischen Landeshauptstadt Kiel sind Art und Umfang der Streu- und Schneeräumpflicht in der sogenannten Straßenreinigungssatzung geregelt. Der einschlägige § 8 dieser Satzung legt u. a. fest:
„Die Gehwege sind von Schnee zu befreien. Nach 20.00 Uhr gefallener Schnee ist bis 9.00 Uhr des folgenden Tages zu räumen, auch wenn es um 9.00 Uhr noch schneit. In der Zeit von 9.00 bis 20.00 Uhr gefallener Schnee ist innerhalb einer Stunde nach jedem beendeten Schneefall zu räumen. In dieser Zeit sind Unebenheiten, die durch festgetretenen Schnee entstanden sind, so oft wie erforderlich unverzüglich zu beseitigen. ... Die Gehwege sind für den Fußgängerverkehr in einer Breite von Schnee und Eis freizuhalten und bei Glätte zu streuen, die den örtlichen Erfordernissen der öffentlichen Sicherheit und Ordnung entspricht, soweit möglich mindestens in einer Breite von 1,50 m.“

### Rechtsprechung
Außerhalb der Zeiten, für die das Räumen und Streuen vorgeschrieben ist, können Fußgänger nicht darauf vertrauen, dass die Wege geräumt sind. Der Eigentümer haftet dann nicht bei Stürzen. Für Gewerbetreibende mit hohem Publikumsverkehr gilt diese Pflicht oft über 20:00 Uhr hinaus. Ein vom Grundstückseigentümer angebrachtes Schild mit dem Text „Betreten auf eigene Gefahr, es wird weder geräumt noch gestreut“, setzt die Räumpflicht auf öffentlichen Wegen nicht außer Kraft.
Ein Pflichtiger ist auch dann zum Räumen und Streuen verpflichtet, wenn er durch Berufstätigkeit, Gebrechlichkeit oder Krankheit daran gehindert ist. Er muss gegebenenfalls eine Vertretung organisieren. Die Räum- und Streupflicht kann durch den Mietvertrag auf den Mieter übertragen werden. Nur ein Aushang einer Hausordnung nach Abschluss des Mietvertrages führt aber nicht zur Verpflichtung des Winterdienstes.
Der Eigentümer kann seine Räum- und Streupflicht auch auf ein gewerbliches Unternehmen delegieren. Wurden nach einer solchen Delegation die notwendigen Räum- und Streutätigkeiten vom beauftragten Winterdienst nicht oder nur unzureichend ausgeführt, hatte dies der Rechtsprechung nach bislang regelmäßig die eigene Entlastung zur Folge.
Kann die ergriffene Streumaßnahme die Rutschgefahr nicht verhindern, muss mehrmals gestreut werden. Bei starkem Schneefall muss mehrmals geräumt werden. In der Regel aber nur, nachdem es aufgehört hat zu schneien. Eisflächen müssen gebrochen und entfernt werden. Sind diese durch Eisregen entstanden, hat man nach Ende des Regens 40 Minuten Zeit. Der Weg zum Haus muss auch bei extremen Eisverhältnissen begehbar sein.
Sind Eis und Schnee abgetaut, müssen Grundstückseigentümer Streugut entfernen, wenn nicht mit Neuschnee zu rechnen ist.

## Österreich

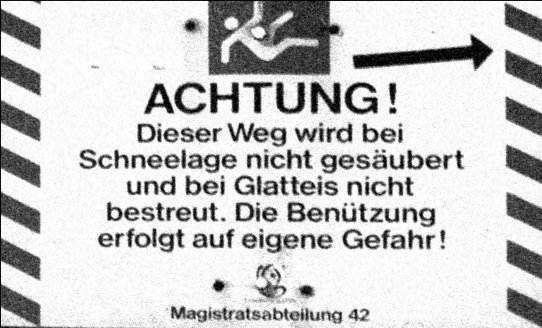
Warnschild des Wiener Stadtgartenamtes MA42 für ungeräumte Wege

Der genaue Umfang von Räum- und Streupflichten ergibt sich aus den Straßengesetzen oder, wenn die Pflichten auf die Anlieger übertragen worden sind, aus der Straßenwinterdienstsatzung der Gemeinde. In Österreich bspw. im Vorarlberg haben die Eigentümer von verbauten Grundstücken „soweit ihnen dies zumutbar ist, auf ihre Kosten dafür zu sorgen, dass die zu einer öffentlichen Straße gehörenden Gehsteige und Gehwege entlang des ganzen Grundstückes in der Zeit von 6.00 bis 22.00 Uhr von Schnee und Verunreinigungen gesäubert sowie bei Schneeglätte und Glatteis bestreut sind.“
Für die Reinigung von Gehsteigen, die an Privatgrundstücke angrenzen, ist der Grundstücksbesitzer zuständig. Dieser kann diese Reinigungspflicht aber an Fremdpersonen oder Firmen vergeben. Betreut müssen die Gehsteige zwischen 6:00 Uhr früh und 22:00 Uhr abends werden, gereinigt werden müssen die Gehsteige zu zwei Drittel ihrer Breite. Bei Kreuzungen oder Haltestellen ist die gesamte Gehsteigbreite zu reinigen.
Infolge der Abschaffung des Hausbesorgergesetzes werden zunehmend Privatunternehmen beauftragt, die natürlich nicht überall gleichzeitig sein können, worunter häufig die Gehsteigräumung leidet.

### Wien
Die Reinigung von öffentlichen Verkehrsflächen in Wien ist Aufgabe der Magistratsabteilung (MA) 48 – Abfallwirtschaft, Straßenreinigung und Fuhrpark. Für den Räum- und Streudienst werden zusätzlich zum eigenen Fuhrpark auch Fahrzeuge von Privatfirmen angemietet.
Die Wiener Linien sind für die Reinigung der Gleisanlagen auf eigenen Gleiskörpern sowie Haltestellen zuständig, sofern sich diese auf Haltestelleninseln befinden.
Die MA 42 – Stadtgartenamt ist für die Betreuung von Wegen in öffentlichen Parks und Gartenanlagen zuständig. Wege können von dieser Betreuungspflicht ausgenommen werden; diese müssen gekennzeichnet werden.

## Schweiz
Eine Übertragung der Räumung der Trottoire auf privaten Anlieger der Straße ohne Gegenleistung ist im Gegensatz zu Deutschland in der Schweiz nicht üblich. Die Räumung bleibt Sache des Bundes, des Kantons oder der Gemeinde. Einzig bei privaten Straßen sind die privaten Eigentümer zuständig. In der Regel übernehmen Gemeinden oder Dritte, teils gegen Entgelt, die Räumung privater Zufahrten (die wegen sonstiger mangelhafter Instandhaltung sichergestellt werden muss, vgl. Art. 58 OR). Umgekehrt übernehmen, vorwiegend in ländlichen Gebieten, Private im Auftrag der Gemeinden den Räumungsdienst gegen Entgelt.